# 平塚市役所
平塚市役所（ひらつかしやくしょ）は、日本の地方公共団体である平塚市の執行機関としての事務を行う施設（役所）である。

## 概要
- 平塚市役所は、本館・別館・消防庁舎のほか、市内に分庁舎が置かれている。

## 沿革

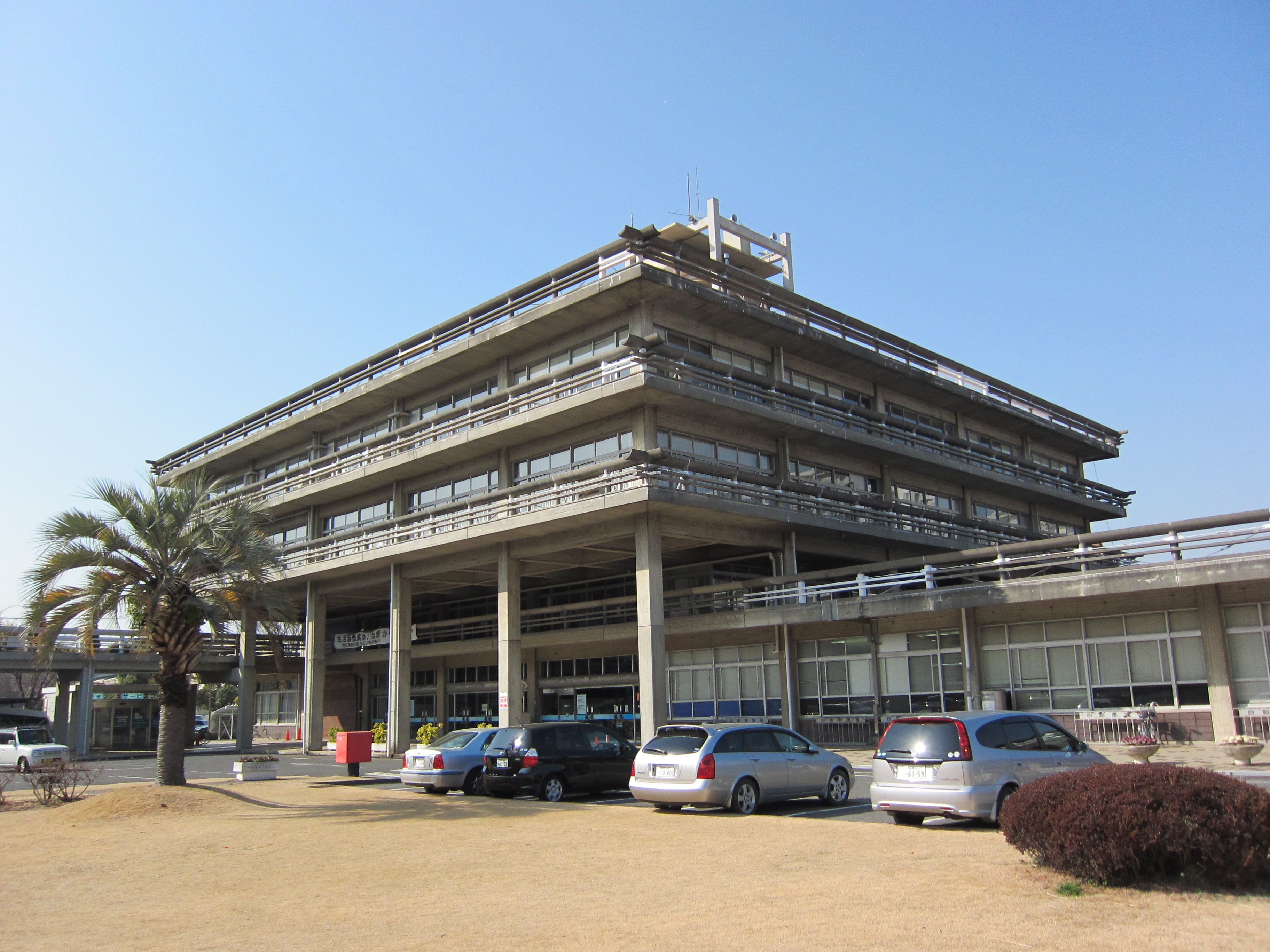
平塚市役所旧庁舎（2015年6月解体）

- 1964年（昭和39年） - 本庁舎が竣工[3]。
- 1977年（昭和52年） - 新館を建設[3]。
- 1986年（昭和61年） - 消防庁舎竣を増築[3]。
- 1989年（平成元年） - 新庁舎の建設に関する検討を開始[3]。
- 1992年（平成4年） - 神奈川県から公害センターを譲受し、豊原分庁舎2号館とする[3]。
- 1993年（平成5年） - 神奈川県から血液センターを譲受し、豊原分庁舎1号館とする[3]。
- 1995年（平成7年） - 市庁舎の耐震診断により、耐震補強の必要性が判明[3]。
- 1998年（平成10年） - 松原幼稚園の施設を用い、松原分庁舎を設置[3]。
- 2006年（平成18年）2月 - 新庁舎建設の検討結果報告書がまとまる[3]。
- 2008年（平成20年）10月 - 新庁舎建設基本構想がまとまる[4]。
- 2009年（平成21年）
  - 2月 - 新庁舎に関する設計を公募型プロポーザルにより、佐藤総合計画に委託することを決定[5]。
  - 4月 - 新庁舎建設基本計画がまとまる[6]。
- 2010年（平成22年）1月 - 市庁舎の基本計画がまとまる[7]。
- 2011年（平成23年）5月11日 - 新庁舎の建設工事について、竹中成瀬特定建設工事共同企業体が落札する[8]。
- 2014年（平成26年）5月 - 新庁舎第1期完成。
- 2017年（平成29年）12月 - 新庁舎第2期工事完成。

## 住所
- 本館・消防庁舎：〒254-8686 平塚市浅間町9番1号
- 別館：〒254-8686 平塚市浅間町12番1号
- 豊原分庁舎
  - 〒254-0051 平塚市豊原町2番21号（1号館）
  - 平塚市豊原町2番14号（2号館）
- 松原分庁舎：〒254-0031 平塚市天沼7番8号
- 豊田分庁舎：〒254-0084 平塚市南豊田381番地
- 城島分庁舎：〒254-0004 平塚市小鍋島621番1号

## アクセス
ここでは、本庁舎分のみ記述する。本庁舎以外分については、下記外部リンクを参照。
- JR東日本東海道本線平塚駅下車、徒歩約800m・約10分。
- JR平塚駅北口から神奈川中央交通で｢市役所前バス停｣下車（停車する系統については、下記外部リンクを参照)。
- 国道1号宮の前交差点を北に入り約300m。